# Jertys Pawłodar
Jertys Pawłodar (kaz. ХК Ертіс Павлодар – HK Jertys Pawłodar; ros. ХК Иртыш Павлодар – HK Irtysz Pawłodar) – kazachski klub hokejowy z siedzibą w Pawłodarze.

## Historia
Dotychczasowe nazwy
- Irtysz Pawłodar (2004-2009)
- Jertys Pawłodar (od 2009)

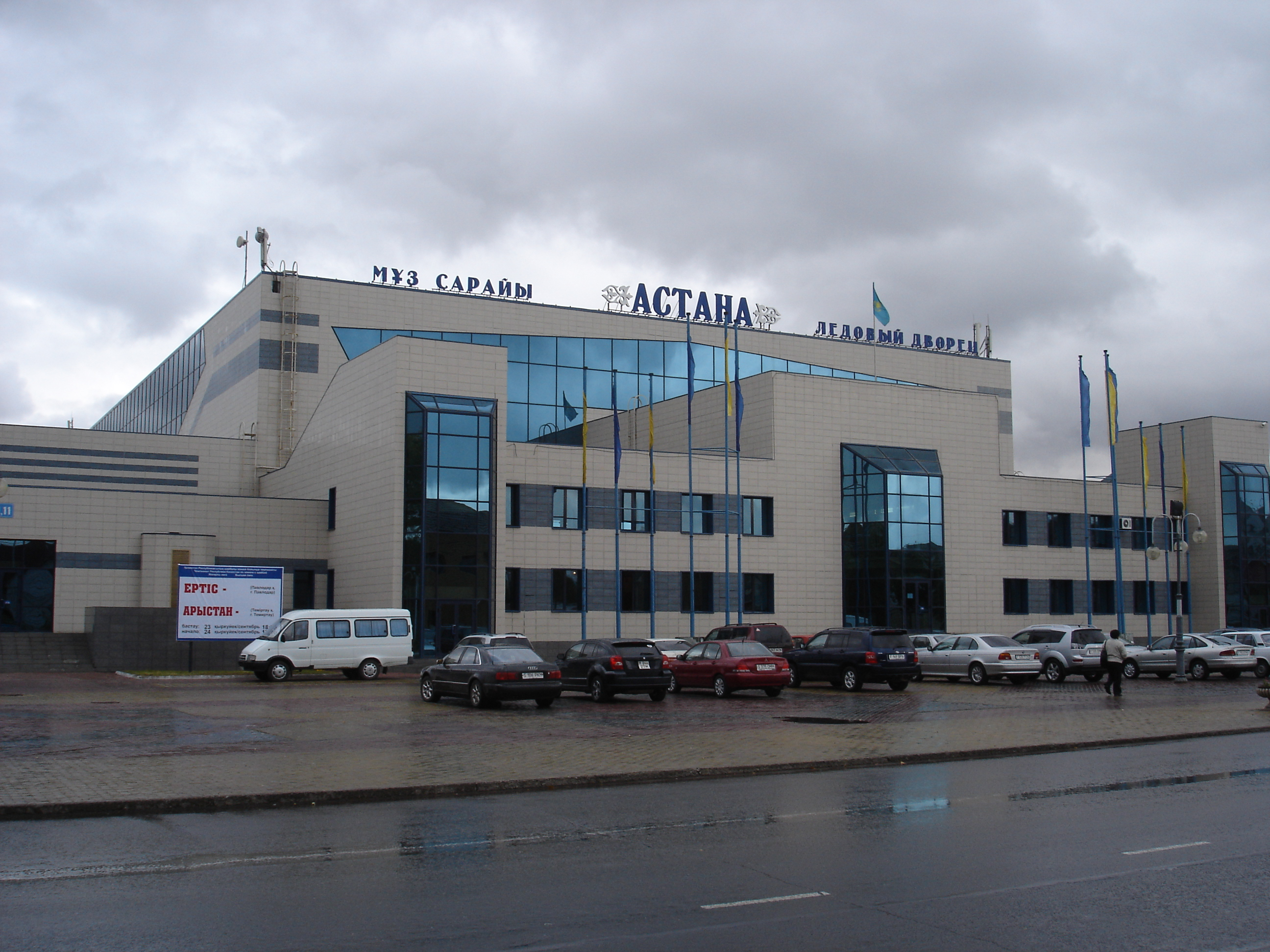
Lodowisko Astana

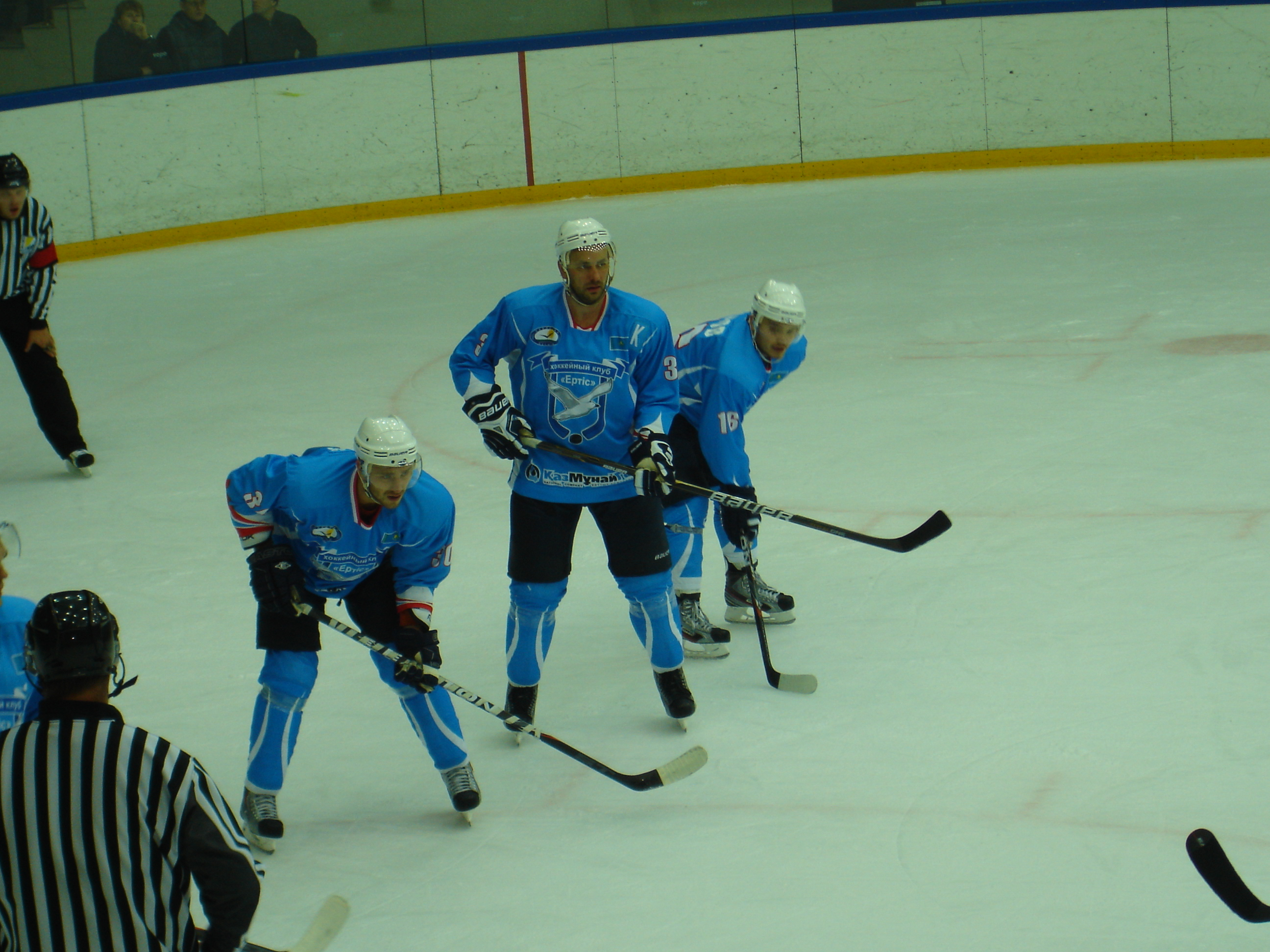
Zawodnicy klubu (2011)

W latach 70. XX wieku w mieście istniał krótkotrwale klub Eniergietik. W 2004 roku został założony klub Irtysz Pawłodar, jako sekcja hokejowa klubu Irtysz Pawłodar. Od tego czasu występuje w lidze kazachskiej. Ponadto w latach 2005–2008 drużyna uczestniczyła w rosyjskiej trzeciej klasie rozgrywkowej, Pierwaja Liga. Halą klubu jest lodowisko Astana.
Po sezonie 2007/2008 zespół został rozwiązany, pojawiły się informacje o przystąpieniu do rozgrywek KHL, a następnie o przyjęciu zespołu do Wysszaja Liga, jednak przeważyły kłopoty finansowe. Ostatecznie klub przetrwał i przystąpił do sezonu 2008/2009 ligi kazachskiej. W 2009 roku nazwa klubu została przemianowana na Jertys Pawłodar.
Trenerem klubu był Czech Ladislav Lubina. W czerwcu 2017 nowym szkoleniowcem został jego rodak, jednocześnie były zawodnik Jertysu, Tomáš Vak.

## Sukcesy
- Srebrny medal rosyjskiej Pierwaja Liga: 2006
- Brązowy medal mistrzostw Kazachstanu: 2010
- Srebrny medal mistrzostw Kazachstanu: 2012
- Złoty medal mistrzostw Kazachstanu: 2013, 2014, 2015
- Puchar Kazachstanu: 2014

## Zawodnicy
W klubie występowali m.in. Jewgienij Afonin, Ilja Sołariow, Roman Błahy, Branislav Fábry.
27 marca 2013, w trakcie pierwszego meczu półfinałowego w fazie play-off sezonu 2012/2013 zawodnik drużyny, Dmitrij Uczajkin doznał kontuzji, którą spowodował zawodnik rywali, klubu Arystan Temyrtau, Litwin Donatas Kumeliauskas. W kolejnych dniach zapadł na zdrowiu i w nocy 30/31 marca 2013 zmarł. Klub zastrzegł jego numer 17 dla swoich zawodników.
21 grudnia 2015 zmarł asystent trenera Jertysu oraz były zawodnik klubu, Andriej Troszczinski.